# نيكولاس بوريس بوبوف
نيكولاي بوريس بوبوف (ولد في عام 1952) مترجم بلغاري.

## سيرة
تخرج بدرجة  الدكتوراه من جامعة واشنطن عام 1994. شارك في  مؤتمر في برنامج الكتابة الدولي في جامعة أيوا.  درّس اللغة الإنجليزية والأدب المقارن في جامعة واشنطن. يعد نكيولاس عالماً ومترجماً لمواضيع جيمس جويس، شارك مع هيثر ماكهيو في ترجمة مجموعة من قصائد بلاجا ديميتروفا، وباول سيلان.
في 13 من شهر أيار لعام 2012 سقط نيكولاي بوريس في صدوع أثناء تزلجه بالقرب من ويلسر لكنه لم يصب بأذى. من عام  1987 إلى 2010 كان متزوجًا من الشاعرة هيثر ماكهيو.

## الجوائز
- 2001 جائزة جريفين للشعر

### الترجمات
- Paul Celan (25 فبراير 2004). Glottal Stop: 101 Poems by Paul Celan. ترجمة: Nikolai Popov؛ Heather McHugh. Wesleyan Poetry. ISBN:978-0-8195-6720-8.

## روابط خارجية
- نيكولاي بوبوف ، مجلة هاربر
- Translators Heather McHugh and Nikolai Popov read from Glottal Stop: 101 Poems, poems of Paul Celan على يوتيوب
- السيرة الذاتية لجائزة جريفين الشعرية
- قراءة جائزة جريفين الشعرية، بما في ذلك مقطع فيديو